# Xenocarcinus tuberculatus
Xenocarcinus tuberculatus is een krabbensoort uit de familie van de Epialtidae. De wetenschappelijke naam van de soort is voor het eerst geldig gepubliceerd in 1847 door White.